# Thomas Alexander Erskine
Thomas Alexander Erskine, zesde graaf van Kellie (1 september 1732 – Brussel, 9 oktober 1781), bijgenaamd the musical earl, was een Brits violist en componist.
Hij was een zoon van Alexander Erskine, die hij in 1756 opvolgde als graaf van Kellie. Hij wijdde zichzelf aan de muziek, studeerde in Mannheim onder Stamic en bleek een meer dan verdienstelijke violist en een getalenteerde componist te zijn. Dr. Burney zei dat hij over meer muzikale kennis beschikte dan welke amateur dan ook en dat hij bijzonder snel componeerde. Zijn stijl wordt omschreven als luidruchtig, vlot en vol enthousiasme. Het grootste deel van zijn composities is echter waarschijnlijk verloren gegaan. De musical earl was jarenlang dirigent van de concerten van de St. Cecilia Society in Edinburgh.
- Biblioteca Nacional de España: XX4579706
- Bibliothèque nationale de France: cb140713843 (data)
- Gemeinsame Normdatei: 122584503
- International Standard Name Identifier: 0000 0001 1769 6399
- Library of Congress Control Number: nr94007126
- MusicBrainz: 12faea69-dec2-4152-815e-925f69f5748c
- Nationale Bibliotheek van Israël: 987007440742705171
- Nederlandse Thesaurus van Auteursnamen: 153939575
- Virtual International Authority File: 71598510